# Romulo Garza Guerra
Rómulo Garza Guerra (Monterrey, Nuevo León, 28 de agosto de 1894 – Ibídem, marzo de 1969) fue un empresario y filántropo mexicano. Desempeñó diversos cargos en Vidriera Monterrey hasta llegar a ser Gerente General y miembro del consejo de Administración del Grupo Vitro. En 1943, junto a Eugenio Garza Sada, funda el Instituto Tecnológico y de Estudios Superiores de Monterrey. Lleva su nombre una de las principales avenidas que atraviesa San Nicolás de los Garza en la que se encuentran las instalaciones de Xignux.

## Biografía

### Familia y educación
Rómulo Garza Guerra nació el 28 de agosto de 1894 en la ciudad de Monterrey, Nuevo León. Sus padres fueron Rómulo Garza Guajardo y Guadalupe Guerra Espinoza.